# Dorgeles Nene
Nene Dorgeles (23 december 2002, Kayes) is een Malinees voetballer die sinds 2021 onder contract ligt bij Red Bull Salzburg.

## Clubcarrière
Dorgeles genoot zijn jeugdopleiding in de Jean-Marc Guillou Academy Bamako. In januari 2021 plukte Red Bull Salzburg hem weg bij FC Guidars. Op 12 februari 2021 maakte hij zijn officiële debuut voor FC Liefering, de satellietclub van Red Bull Salzburg in de 2. Liga. In anderhalf seizoen tijd scoorde hij tien competitiegoals in 31 wedstrijden.
In januari 2022 leende Red Bull Salzburg hem voor de rest van het seizoen uit aan de Oostenrijkse eersteklasser SV Ried. Op 12 februari 2022 liet trainer Robert Ibertsberger hem in de competitiewedstrijd tegen Wolfsberger AC (2-1-verlies) in de 81e minuut invallen voor Ante Bajic. Een week later kreeg hij een basisplaats tegen WSG Tirol. Dorgeles bedankte met twee doelpunten, waarmee hij zijn team aan een 3-2-zege hielp. Hij speelde uiteindelijk veertien competitiewedstrijden voor Ried, waarin hij twee keer scoorde. In de ÖFB-Cup bereikte hij dat seizoen de finale. Nadat hij in de halve finale tegen TSV Hartberg een basisplaats had gekregen van Ibertsberger, begon hij op 1 mei 2022 onder diens opvolger Christian Heinle op de bank in de finale tegen zijn moederclub Red Bull Salzburg. Dorgeles viel in de 80e minuut in bij een 2-0-achterstand, en kon niet vermijden dat Ried uiteindelijk met 3-0 onderuit ging.
In juni 2022 leende Red Bull Salzburg hem voor een seizoen uit aan de Belgische eersteklasser KVC Westerlo.

## Clubstatistieken
| Seizoen     | Club           | Competitie      | Competitie | Competitie | Competitie | Beker | Beker | Beker | Internationaal | Internationaal | Internationaal | Totaal | Totaal | Totaal |
| Seizoen     | Club           | Competitie      | Wed.       | Dlp.       | Ass.       | Wed.  | Dlp.  | Ass.  | Wed.           | Dlp.           | Ass.           | Wed.   | Dlp.   | Ass.   |
| ----------- | -------------- | --------------- | ---------- | ---------- | ---------- | ----- | ----- | ----- | -------------- | -------------- | -------------- | ------ | ------ | ------ |
| 2020/21     | RB Salzburg    | Bundesliga      | 0          | 0          | 0          | 0     | 0     | 0     | —              | —              | —              | 0      | 0      | 0      |
| Club Totaal | Club Totaal    | Club Totaal     | 0          | 0          | 0          | 0     | 0     | 0     | 0              | 0              | 0              | 0      | 0      | 0      |
| 2020/21     | → FC Liefering | 2. Liga         | 15         | 2          | 4          | 0     | 0     | 0     | —              | —              | —              | 15     | 2      | 4      |
| 2021/22     | → FC Liefering | 2. Liga         | 16         | 8          | 7          | 0     | 0     | 0     | —              | —              | —              | 16     | 8      | 7      |
| Club Totaal | Club Totaal    | Club Totaal     | 31         | 10         | 11         | 0     | 0     | 0     | 0              | 0              | 0              | 31     | 10     | 11     |
| 2021/22     | → SV Ried      | Bundesliga      | 14         | 2          | 3          | 3     | 0     | 0     | —              | —              | —              | 17     | 2      | 3      |
| Club Totaal | Club Totaal    | Club Totaal     | 14         | 2          | 3          | 3     | 0     | 0     | 0              | 0              | 0              | 17     | 2      | 3      |
| 2022/23     | → KVC Westerlo | Eerste klasse A | 35         | 13         | 4          | 1     | 0     | 0     | —              | —              | —              | 36     | 13     | 4      |
| Club Totaal | Club Totaal    | Club Totaal     | 35         | 13         | 4          | 1     | 0     | 0     | 0              | 0              | 0              | 36     | 13     | 4      |
| 2023/24     | RB Salzburg    | Bundesliga      | 24         | 5          | 2          | 3     | 0     | 2     | 4              | 0              | 0              | 31     | 5      | 4      |
| 2024/25     | RB Salzburg    | Bundesliga      | 28         | 11         | 6          | 4     | 0     | 1     | 12             | 2              | 0              | 44     | 13     | 7      |
| Club Totaal | Club Totaal    | Club Totaal     | 52         | 16         | 8          | 7     | 0     | 3     | 16             | 2              | 0              | 75     | 18     | 11     |
| TOTAAL      | TOTAAL         | TOTAAL          | 132        | 41         | 26         | 11    | 0     | 3     | 16             | 2              | 0              | 159    | 43     | 29     |

Bijgewerkt op 10 juli 2022.

## Interlandcarrière
Dorgeles maakte op 25 maart 2022 zijn interlanddebuut voor Mali: in de heenwedstrijd van de WK-barrages tussen Mali en Tunesië, die de Malinezen met 0-1 verloren, viel hij tijdens de rust in voor Moussa Djenepo.
1 Blaswich  ·
2 Caufriez ·
3 Terzić ·
4 Blank ·
5 Okoh ·
6 S. Baidoo ·
7 Capaldo ·
9 Onisiwo ·
10 Clark ·
11 Vertessen ·
14 Kjærgaard ·
15 Diambou ·
16 Kawamura ·
18 Bidstrup ·
19 Konaté ·
20 E. Baidoo ·
21 Ratkov ·
23 Gadou ·
24 Schlager ·
25 Lukić ·
28 Daghim ·
29 Guindo ·
30 Gloukh ·
36 Mellberg ·
39 Morgalla ·
45 Nene ·
49 Yeo ·
81 Diakité ·
92 Hamzić ·
Coach: Letsch